# Kinosternon creaseri
La tortuga de pantano de Creaser (Kinosternon creaseri) es una especie de tortuga de la familia Kinosternidae endémica de México.

## Taxonomía
En 2013 los investigadores John B. Iverson, Minh Le y Colleen Ingram publicaron un estudio en el que, basados en datos moleculares, proponían que las especies Kinosternon acutum, K. angustipons, K. creaseri, K. dunni, K. herrerai y K. leucostomum formaban un linaje separado de otras especies de Kinosternon, proponiendo un nuevo género denominado "Cryptochelys". Sin embargo, los investigadores Phillip Q. Spinks, Robert C. Thomson, Müge Gidiş y H. Bradley Shaffera publicaron otro estudio al año siguiente, en este donde se apoya la clasificación tradicional de la familia Kinosternidae y atribuyen los errores del anterior a la falta de más caracteres moleculares y morfológicos.

## Distribución
Se encuentra en los estados mexicanos de Campeche, Quintana Roo y Yucatán.

## Etimología
El nombre de esta especie fue establecido en honor al doctor Edwin P. Creaser, quien encontró los primeros ejemplares descritos.